# Aeródromo de Palpa
El Aeródromo de Palpa es una pequeña pista de aterrizaje localizada en el distrito peruano de Llipata, en la provincia de Palpa en la Región Ica, está pequeño aeródromo sirve mayormente a la ciudad de
Palpa. El aeropuerto es mayormente utilizado para el turismo y la investigación en las Líneas de Palpa.

## Historia
La pista de aterrizaje fue abierta en el año 2003 por la Municiapalidad Provincial de Palpa, el aeródromo atendía vuelos en avioneta sobre las líneas de Palpa, tres años más tarde al verse afectado por la falta de pasajeros, vuelos y la falta de servicios básicos, se decidió cerrar el aeródromo ubicado en Llipatilla, zona del Distrito de Llipata. Se propuso en 2006 que el nuevo aeródromo se ubicara en el sector de Tijero, también en el distritoLlipata, frente al mirador de Llipata, lugar que sirve como observatorio de los Petroglifos de Llipata.

## Aerolíneas
Por el momento los vuelos que se hacen a las Líneas de Palpa parten en el Aeropuerto María Reiche Neuman ubicado en Nazca. Por el momento Aero Palpa sería la única en volar al nuevo aeródromo.
- Datos: Q5659348